# Lista przewodniczących Izby Deputowanych (Rumunia)

## Chronologiczna lista

### Izba Deputowanych
| #    | Imię i Nazwisko                | Portret | Kadencja             | Kadencja             | Partia polityczna | Partia polityczna         |
| #    | Imię i Nazwisko                | Portret | Od                   | Do                   | Partia polityczna | Partia polityczna         |
| ---- | ------------------------------ | ------- | -------------------- | -------------------- | ----------------- | ------------------------- |
| 1    | Nifon Rusailă                  |         | 24 stycznia 1862     | 2 maja 1864          |                   | bezpartyjny               |
| 2    | Alexandru Emanoil Florescu     |         | 29 grudnia 1864      | 25 czerwca 1865      |                   | konserwatysta             |
| 3    | Manolache Costache Epureanu    |         | 17 grudnia 1865      | 3 stycznia 1866      |                   | konserwatysta             |
| 4    | Nicolae Calimachi-Catargiu     |         | 9 stycznia 1866      | 12 lutego 1866       |                   | konserwatysta             |
| (3)  | Manolache Costache Epureanu    |         | 9 maja 1866          | 6 lipca 1866         |                   | konserwatysta             |
| 5    | Lascăr Catargiu                |         | 7 grudnia 1866       | 1 listopada 1867     |                   | konserwatysta             |
| 6    | Anastasie Fătu                 |         | 15 stycznia 1868     | 15 listopada 1868    |                   | radykalny liberał         |
| 7    | Ion Brătianu                   |         | 18 listopada 1868    | 29 stycznia 1869     |                   | radykalny liberał         |
| 8    | Costache Negri                 |         | 8 maja 1869          | 17 listopada 1869    |                   | umiarkowany liberał       |
| 9    | Grigore Balș                   |         | 20 listopada 1869    | 1 maja 1870          |                   | umiarkowany konserwatysta |
| 10   | Gheorghe Costaforu             |         | 2 lipca 1870         | 3 lutego 1871        |                   | konserwatysta             |
| 11   | Nicolae Păcleanu               |         | 5 lutego 1871        | 16 marca 1871        |                   | radykalny liberał         |
| 12   | Dimitrie Ghica                 |         | 26 maja 1871         | 17 lutego 1876       |                   | konserwatysta             |
| 13   | Constantin N. Brăiloiu         |         | 18 lutego 1876       | 3 maja 1876          |                   | konserwatysta             |
| 14   | Constantin Alexandru Rosetti   |         | 25 czerwca 1876      | 26 maja 1878         |                   | PNL                       |
| 15   | George Vernescu                |         | 6 czerwca 1878       | 15 listopada 1878    |                   | PNL                       |
| (14) | Constantin Alexandru Rosetti   |         | 17 listopada 1878    | 9 czerwca 1881       |                   | PNL                       |
| 16   | Dimitrie Brătianu              |         | 9 czerwca 1881       | 21 października 1882 |                   | PNL                       |
| 17   | Dimitrie Lecca                 |         | 21 października 1882 | 5 marca 1883         |                   | PNL                       |
| (14) | Constantin A. Rosetti          |         | 16 maja 1883         | 17 października 1883 |                   | PNL                       |
| (17) | Dimitrie Lecca                 |         | 19 października 1883 | 4 lipca 1888         |                   | PNL                       |
| (5)  | Lascăr Catargiu                |         | 10 listopada 1888    | 14 stycznia 1889     |                   | PC                        |
| 18   | Constantin Grădișteanu         |         | 19 stycznia 1889     | 16 listopada 1889    |                   | PC                        |
| 19   | Gheorghe Cantacuzino           |         | 16 listopada 1889    | 22 lutego 1891       |                   | PC                        |
| 20   | Gheorghe Rosnovanu             |         | 3 maja 1891          | 11 grudnia 1891      |                   | PC                        |
| 21   | Gheorghe Manu                  |         | 26 lutego 1892       | 24 października 1895 |                   | PC                        |
| 22   | Petre S. Aurelian              |         | 9 grudnia 1895       | 21 listopada 1896    |                   | PNL                       |
| 23   | Dimitrie Gianni                |         | 23 listopada 1896    | 21 kwietnia 1899     |                   | PNL                       |
| 24   | Constantin Olănescu            |         | 13 czerwca 1899      | 25 września 1900     |                   | PC                        |
| (19) | Gheorghe Cantacuzino           |         | 25 września 1900     | 14 lutego 1901       |                   | PC                        |
| 25   | Mihail Pherekyde               |         | 24 marca 1901        | 9 grudnia 1904       |                   | PNL                       |
| 26   | Ștefan C. Șendrea              |         | 9 grudnia 1904       | 23 grudnia 1904      |                   | PNL                       |
| 27   | Grigore Trandafil              |         | 25 lutego 1905       | 23 lutego 1907       |                   | PC                        |
| 28   | Constantin Cantacuzino-Pașcanu |         | 26 lutego 1907       | 26 kwietnia 1907     |                   | PC                        |
| (25) | Mihail Pherekyde               |         | 8 czerwca 1907       | 15 grudnia 1909      |                   | PNL                       |
| 29   | Basile M. Missir               |         | 15 grudnia 1909      | 16 lutego 1910       |                   | PNL                       |
| (25) | Mihail Pherekyde               |         | 16 lutego 1910       | 10 stycznia 1911     |                   | PNL                       |
| (24) | Constantin P. Olănescu         |         | 8 marca 1911         | 17 października 1912 |                   | PC                        |
| (28) | Constantin Cantacuzino-Pașcanu |         | 1 grudnia 1912       | 11 stycznia 1914     |                   | PCD                       |
| (25) | Mihail Pherekyde               |         | 21 lutego 1914       | 11 grudnia 1916      |                   | PNL                       |
| 30   | Vasile Morțun                  |         | 11 grudnia 1916      | 25 kwietnia 1918     |                   | PNL                       |
| 31   | Constantin Meissner            |         | 5 czerwca 1918       | 5 listopada 1918     |                   | PCP                       |
| 32   | Alexandru Vaida-Voevod         |         | 28 listopada 1919    | 1 grudnia 1919       |                   | PNR                       |
| 33   | Nicolae Iorga                  |         | 9 grudnia 1919       | 26 marca 1920        |                   | PND                       |
| 34   | Duiliu Zamfirescu              |         | 30 czerwca 1920      | 22 stycznia 1922     |                   | PP                        |
| 35   | Mihail Orleanu                 |         | 6 kwietnia 1922      | 27 marca 1926        |                   | PNL                       |
| 36   | Petre P. Negulescu             |         | 10 lipca 1926        | 5 czerwca 1927       |                   | PP                        |
| 37   | Nicolae Săveanu                |         | 30 lipca 1927        | 10 listopada 1928    |                   | PNL                       |
| 38   | Ștefan Cicio Pop               |         | 23 grudnia 1928      | 30 kwietnia 1931     |                   | PNȚ                       |
| 39   | Dimitrie Pompeiu               |         | 20 czerwca 1931      | 10 czerwca 1932      |                   | PND                       |
| (38) | Ștefan Cicio Pop               |         | 10 sierpnia 1932     | 18 listopada 1933    |                   | PNȚ                       |
| (37) | Nicolae Săveanu                |         | 10 lutego 1934       | 19 listopada 1937    |                   | PNL                       |
| (32) | Alexandru Vaida-Voevod         |         | 9 czerwca 1939       | 5 września 1940      |                   | FRN                       |
| 40   | Mihail Sadoveanu               |         | 5 grudnia 1946       | 24 lutego 1948       |                   | BPD                       |

### Wielkie Zgromadzenie Narodowe
| #    | Imię i Nazwisko       | Portret | Kadencja         | Kadencja          | Partia polityczna | Partia polityczna |
| #    | Imię i Nazwisko       | Portret | Od               | Do                | Partia polityczna | Partia polityczna |
| ---- | --------------------- | ------- | ---------------- | ----------------- | ----------------- | ----------------- |
| 41   | Gheorghe Apostol      |         | 7 kwietnia 1948  | 11 czerwca 1948   |                   | PMR               |
| 42   | Constantin Agiu       |         | 11 czerwca 1948  | 27 grudnia 1948   |                   | PMR               |
| 43   | Constantin Pârvulescu |         | 27 grudnia 1948  | 5 lipca 1949      |                   | PMR               |
| 44   | Dumitru Petrescu      |         | 5 lipca 1949     | 28 grudnia 1949   |                   | PMR               |
| 45   | Alexandru Drăghici    |         | 28 grudnia 1949  | 26 stycznia 1950  |                   | PMR               |
| (44) | Dumitru Petrescu      |         | 26 stycznia 1950 | 29 maja 1950      |                   | PMR               |
| 46   | Constantin Doncea     |         | 29 maja 1950     | 6 września 1950   |                   | PMR               |
| (41) | Gheorghe Apostol      |         | 6 września 1950  | 5 kwietnia 1951   |                   | PMR               |
| 47   | Ion Vincze            |         | 5 kwietnia 1951  | 26 marca 1952     |                   | PMR               |
| (41) | Gheorghe Apostol      |         | 26 marca 1952    | 2 czerwca 1952    |                   | PMR               |
| 48   | Gheorghe Stoica       |         | 2 czerwca 1952   | 30 listopada 1952 |                   | PMR               |
| (43) | Constantin Pârvulescu |         | 23 stycznia 1953 | 5 marca 1961      |                   | PMR               |
| 49   | Ștefan Voitec         |         | 20 March 1961    | 28 March 1974     |                   | PMR/PCR           |
| 50   | Miron Constantinescu  |         | 28 marca 1974    | 18 lipca 1974     |                   | PCR               |
| 51   | Nicolae Giosan        |         | 26 lipca 1974    | 22 grudnia 1989   |                   | PCR               |

### Zgromadzenie Deputowanych
| #  | Imię i Nazwisko | Portret | Kadencja        | Kadencja             | Partia polityczna | Partia polityczna |
| #  | Imię i Nazwisko | Portret | Od              | Do                   | Partia polityczna | Partia polityczna |
| -- | --------------- | ------- | --------------- | -------------------- | ----------------- | ----------------- |
| 52 | Marțian Dan     |         | 19 czerwca 1990 | 16 października 1992 |                   | FSN               |

### Izba Deputowanych
- tymczasowo

| #    | Imię i Nazwisko          | Portret         | Kadencja             | Kadencja             | Partia polityczna | Partia polityczna |
| #    | Imię i Nazwisko          | Portret         | Od                   | Do                   | Partia polityczna | Partia polityczna |
| ---- | ------------------------ | --------------- | -------------------- | -------------------- | ----------------- | ----------------- |
| 53   | Adrian Năstase           |                 | 28 października 1992 | 22 listopada 1996    |                   | FDSN/PDSR         |
| 54   | Ion Diaconescu           |                 | 27 listopada 1996    | 30 listopada 2000    |                   | PNȚCD             |
| 55   | Valer Dorneanu           |                 | 15 grudnia 2000      | 30 listopada 2004    |                   | PDSR/PSD          |
| (53) | Adrian Năstase           |                 | 19 grudnia 2004      | 16 marca 2006        |                   | PSD               |
| 56   | Bogdan Olteanu           |                 | 20 marca 2006        | 13 grudnia 2008      |                   | PNL               |
| 57   | Roberta Anastase         |                 | 19 grudnia 2008      | 3 lipca 2012         |                   | PDL               |
| 58   | Valeriu Zgonea           |                 | 3 lipca 2012         | 19 grudnia 2012      |                   | PSD               |
| 58   | Valeriu Zgonea           | 19 grudnia 2012 | 13 czerwca 2016      |                      |                   | PSD               |
| 59   | Florin Iordache          |                 | 13 czerwca 2016      | 21 grudnia 2016      |                   | PSD               |
| 60   | Liviu Dragnea            |                 | 21 grudnia 2016      | 29 maja 2019         |                   | PSD               |
| –    | Carmen-Ileana Mihălcescu |                 | 29 maja 2019         | 29 maja 2019         |                   | PNL               |
| 61   | Marcel Ciolacu           |                 | 29 maja 2019         | 21 grudnia 2020      |                   | PSD               |
| 62   | Ludovic Orban            |                 | 21 grudnia 2020      | 12 października 2021 |                   | PNL               |
| –    | Florin Roman             |                 | 12 października 2021 | 2 listopada 2021     |                   | PNL               |
| –    | Sorin Grindeanu          |                 | 2 listopada 2021     | 23 listopada 2021    |                   | PSD               |
| (61) | Marcel Ciolacu           |                 | 23 listopada 2021    | 15 czerwca 2023      |                   | PSD               |
| –    | Alfred Simonis           |                 | 15 czerwca 2023      | 2 września 2024      |                   | PSD               |
| 62   | Daniel Suciu             |                 | 2 września 2024      | 23 grudnia 2024      |                   | PSD               |
| 63   | Ciprian Șerban           |                 | 23 grudnia 2024      | nadal                |                   | PSD               |